# Дубовые Гряды
Дубовые Гряды (укр. Дубові Гряди) — село, 
Дубовогрядский сельский совет,
Сахновщинский район,
Харьковская область.
Код КОАТУУ — 6324882501. Население по переписи 2001 года составляет 760 (360/400 м/ж) человек.
Является административным центром Дубовогрядского сельского совета, в который не входят другие населённые пункты.

## Географическое положение
Село Дубовые Гряды находится на правом берегу реки Орель,
выше по течению на расстоянии в 6 км расположено село Песковатое,
ниже по течению на расстоянии в 11 км расположено село Великие Бучки,
на противоположном берегу — село Чернявщина (Днепропетровская область).
Русло реки частично используется под Канал Днепр — Донбасс.

## История
- 1763 — дата основания.

## Объекты социальной сферы
- Школа.

## Достопримечательности
- Братская могила советских воинов и жертв нацизма. Похоронено 16 воинов.